# Rodney MacDonald
Pour les articles homonymes, voir MacDonald.
Rodney Joseph MacDonald, né le 2 janvier 1972 à Mabou dans le comté d'Inverness, en Nouvelle-Écosse, est un enseignant, musicien et homme politique dans la province canadienne de Nouvelle-Écosse.
De juillet 1999 à septembre 2009, il est député de la circonscription d'Inverness (en) à l'Assemblée législative de la Nouvelle-Écosse. Il est premier ministre de la Nouvelle-Écosse du 24 février 2006 au 19 juin 2009.

## Biographie
MacDonald est diplômé de l'Université Saint-Francis-Xavier d'Antigonish et a reçu un B.Sc. en éducation physique tout en poursuivant une carrière de musicien professionnel. MacDonald a enseigné pour le Strait Regional School Board, l'école Mi'kmawey à Chapel Island, et travaille pour obtenir une maîtrise en éducation. En 1994, il épouse Lori-Ann Gillis. Ils ont un fils, Ryan, sept ans.

### Carrière musicale
MacDonald est un musicien accompli et a joué sa musique du Cap-Breton en tournée partout au Canada atlantique, dans les provinces centrales et dans le nord-est des États-Unis. Il est également un step dancer accompli ; il commence à danser à l'âge de quatre ans, ayant appris de ses parents. La première performance en public de MacDonald est apparemment donnée à l'âge de huit ans au Mayflower Shopping Mall à Sydney (Nouvelle-Écosse) et il commence ses cours de violon avec son oncle à l'âge de 12 ans. MacDonald a enregistré deux albums : Dancer's Delight (1996) et Traditionally Rockin' (1997, avec son cousin Glenn Graham) et a été inclus sur le disque de Smithsonian Folkways de 2004, The Beaton Family of Mabou: Cape Breton Fiddle and Piano Music. En 1998, il reçoit deux nominations pour les East Coast Music Awards. Il a aussi été vice-président de GlennRod Music Inc.

### Carrière politique
MacDonald siège à l'Assemblée législative de la Nouvelle-Écosse à la suite des élections provinciales de 1999, représentant la circonscription d'Inverness (en) dans l'ouest de l'île du Cap-Breton. Il est réélu en 2003 et obtient plusieurs portefeuilles ministériels, comme ministre du Tourisme, de la Culture et du Patrimoine, ministre de la Promotion de la santé et ministre de l'Immigration.

#### Premier ministre
Suivant l'annonce du premier ministre John Hamm à l'automne 2005 de son intention de démissionner, MacDonald déclare son intention de briguer la direction du Parti progressiste-conservateur de la Nouvelle-Écosse. La course à la direction prend fin avec la victoire de MacDonald sur le deuxième tour de scrutin, le 11 février 2006. Il est assermenté premier ministre de la Nouvelle-Écosse le 24 février, succédant au premier ministre Hamm. MacDonald est le deuxième plus jeune premier ministre dans l'histoire de la Nouvelle-Écosse.
Le 13 juin 2006, il est élu à la tête d'un gouvernement minoritaire. Par la suite, sa cote de popularité chute considérablement au point où son parti a commencé à traîner de la patte dans les sondages seulement après un an de mandat. Au début de mai 2009, le gouvernement MacDonald perd la confiance de l'Assemblée législative à la suite d'un rejet d'une loi financière portant sur l'utilisation des surplus pétroliers.

#### Défaite par les néo-démocrates
Lors de l'élection néo-écossaise du 9 juin 2009, le Parti progressiste-conservateur perd le pouvoir face au Nouveau Parti démocratique de Darrell Dexter, ce dernier ayant réussi à obtenir la majorité. Pire encore, les conservateurs de MacDonald finirent troisième à l'échelle provinciale, avec 10 sièges. Rodney MacDonald est réélu dans sa propre circonscription. Le Parti libéral néo-écossais formant l'opposition officielle avec ses 11 députés élus.